# Igreja de Santa Bárbara (Salvador)

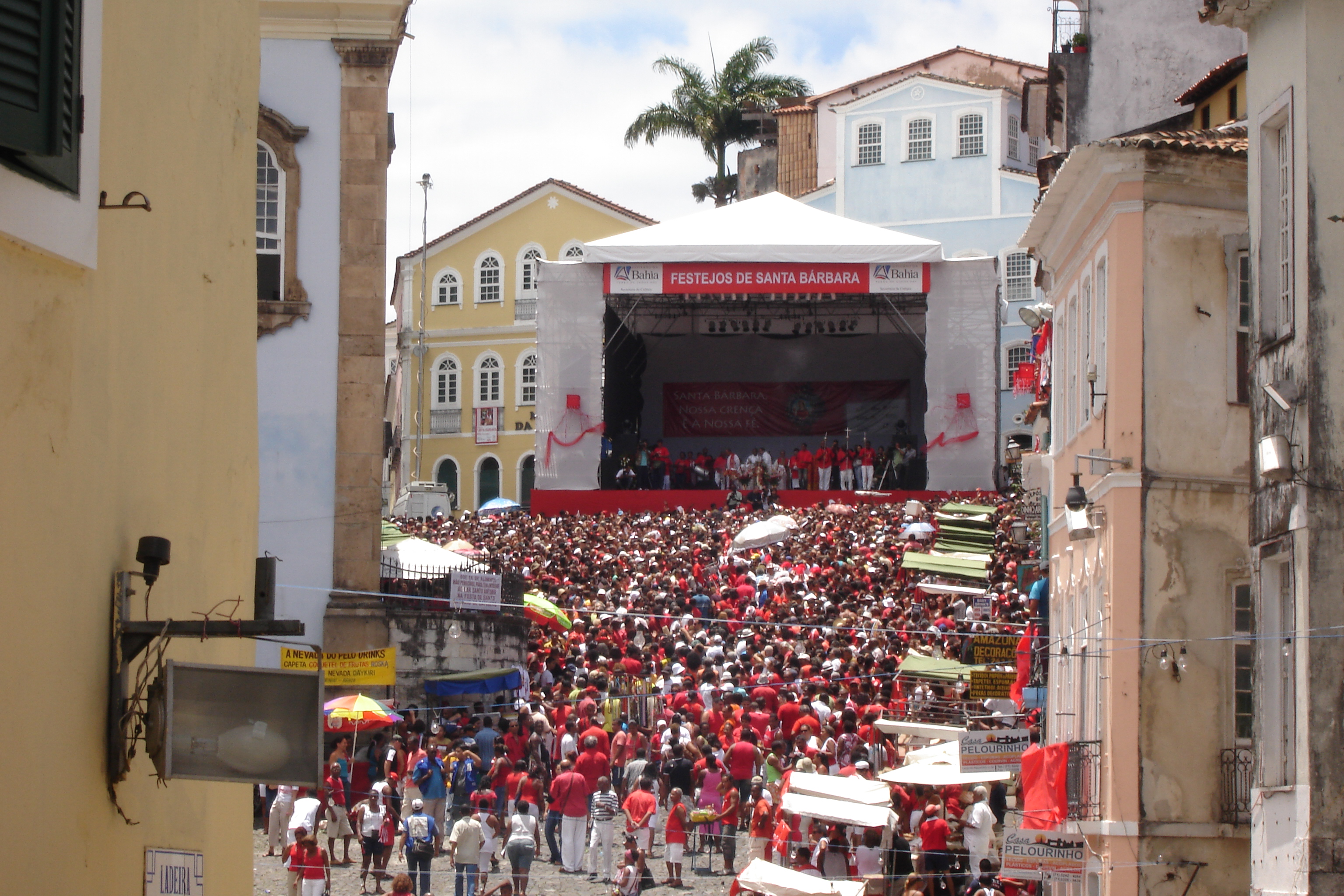
Festa de santa Bárbara. Pelourinho Salvador.

Igreja de Santa Bárbara é primeira Igreja Brasileira edificada no bairro da Liberdade, localizada na Rua Lima e Silva, Salvador, Bahia, Brasil.
Perto da Paróquia de São Cosme e Damião Padroeiros do Bairro, fundada pelo cardeal Dom Augusto Álvaro da Silva e Monsenhor Sadoc como primeiro pároco, no dia 14 de abril de 1941.
A 2ª Igreja de Santa Bárbara foi a primeira Igreja Católica Independente edificada no bairro da Caixa d'Água , localizada na Rua Guaiba,104, Salvador, Bahia, Brasil. Fundada pelo Beatíssimo Patriarca Dom Manuel Ceia Laranjeira e a  Familia Santos de Souza, no dia 4 de dezembro de 1979. No ano de 1990, a capela passou a pertencer a Igreja Católica Apostólica Romana, subordinação Arquidiocese de São Salvador da Bahia e a Paróquia de São Paulo Apóstolo{IAPI} por decreto de Dom Frei Lucas Moreira Neves, O.P.. No dia 4 de dezembro de 2000 foi fundada a Instituição Santa Bárbara, onde atende criança com deficiências tornado-se  administradores a Familia Santos de Souza. Todas as quarta-feiras a tradicional Missa de Santa Bárbara, onde atrai milhares de fiéis a distribuição de acarajé.
Embora sua igreja seja no bairro da liberdade e no bairro da Caixa D´Água, mas sua comemoração chamada de Festa de Santa Bárbara acontece no largo do Pelourinho e tem o reconhecimento de Patrimônio Imaterial da Bahia, depois de completar 300 anos de tradição da maior festa negra-religiosa.

## Referencias
- http://aminhaeasualiberdade.wordpress.com/2008/11/30/historia-dos-bairros-liberdade-ba-e-sp/ Em falta ou vazio |título= (ajuda)
- http://www.emtursa.ba.gov.br/Template.asp?IdEntidade=3568&Nivel=000500010163 Em falta ou vazio |título= (ajuda)
- http://www.noticiasdabahia.com.br/editorias.php?idprog=52720e003547c70561bf5e03b95aa99f&cod=361 Em falta ou vazio |título= (ajuda)